# Chonchi
Chonchi je město a obec v chilském regionu Los Lagos na ostrově Chiloé. Původně bylo jezuitskou misijní stanicí se školou, do které v roce 1755 docházelo 150 žáků. Samotné město vzniklo roku 1767 z příkazu guvernéra ostrova Chiloé. Roku 1787 mělo město 315 obyvatel. Poté, co se město roku 1826 stalo součástí Chilské republiky, začal počet obyvatel růst. V roce 2012 zde žilo 12 959 lidí. Ve městě se nachází dřevěný kostel, který je od roku 1971 národní památkou a roku 2000 byl zapsán na seznam Světového dědictví UNESCO.
Obec leží asi 15 km jižně od největšího města ostrova, Castra.